# منطقه محرده

منطقه مُحَردِه یکی از منطقه‌های استان حمات کشور سوریه است. مرکز این منطقه شهر محرده است.
منطقه محرده به پنج ناحیه تقسیم شده‌است: (جمعیت بر پایه سرشماری رسمی ۲۰۰۴):
- ناحیه مرکزی محرده: جمعیت 80,165.[۱]
- ناحیه کفرزیتا: جمعیت 39,302.[۲]
- ناحیه کرناز: جمعیت 25,039.[۳]